# Джура (Румунія)
Джура (рум. Giura) — село у повіті Мехедінць в Румунії. Входить до складу комуни Биклеш.
Село розташоване на відстані 238 км на захід від Бухареста, 37 км на схід від Дробета-Турну-Северина, 60 км на захід від Крайови.

## Населення
За даними перепису населення 2002 року у селі проживали 86 осіб, усі — румуни. Усі жителі села рідною мовою назвали румунську.